# Achyrospermum
Achyrospermum  é um gênero botânico da família Lamiaceae.
Trata-se de um género reconhecido pelo sistema de classificação filogenética Angiosperm Phylogeny Website.

## Espécies
São 32 espécies. As principais são:
| - Achyrospermum africanum - Achyrospermum aethiopicum - Achyrospermum axillare - Achyrospermum carvalhi - Achyrospermum ciliatum | - Achyrospermum cryptanthum - Achyrospermum dasytrichum - Achyrospermum densiflorum - Achyrospermum erythrobotrya - Achyrospermum fruticosum |

## Taxonomia
O género foi descrito por Carl Ludwig Blume e publicado em Bijdragen tot de flora van Nederlandsch Indië 840. 1826.

## Sinonimia
Os sinónimos deste género são:
- Lamprostachys Bojer ex Benth. in A.P.de Candolle (1848).
- Siphotoxis Bojer ex Benth. in A.P.de Candolle (1848).[3]